# عملیات پلامباب

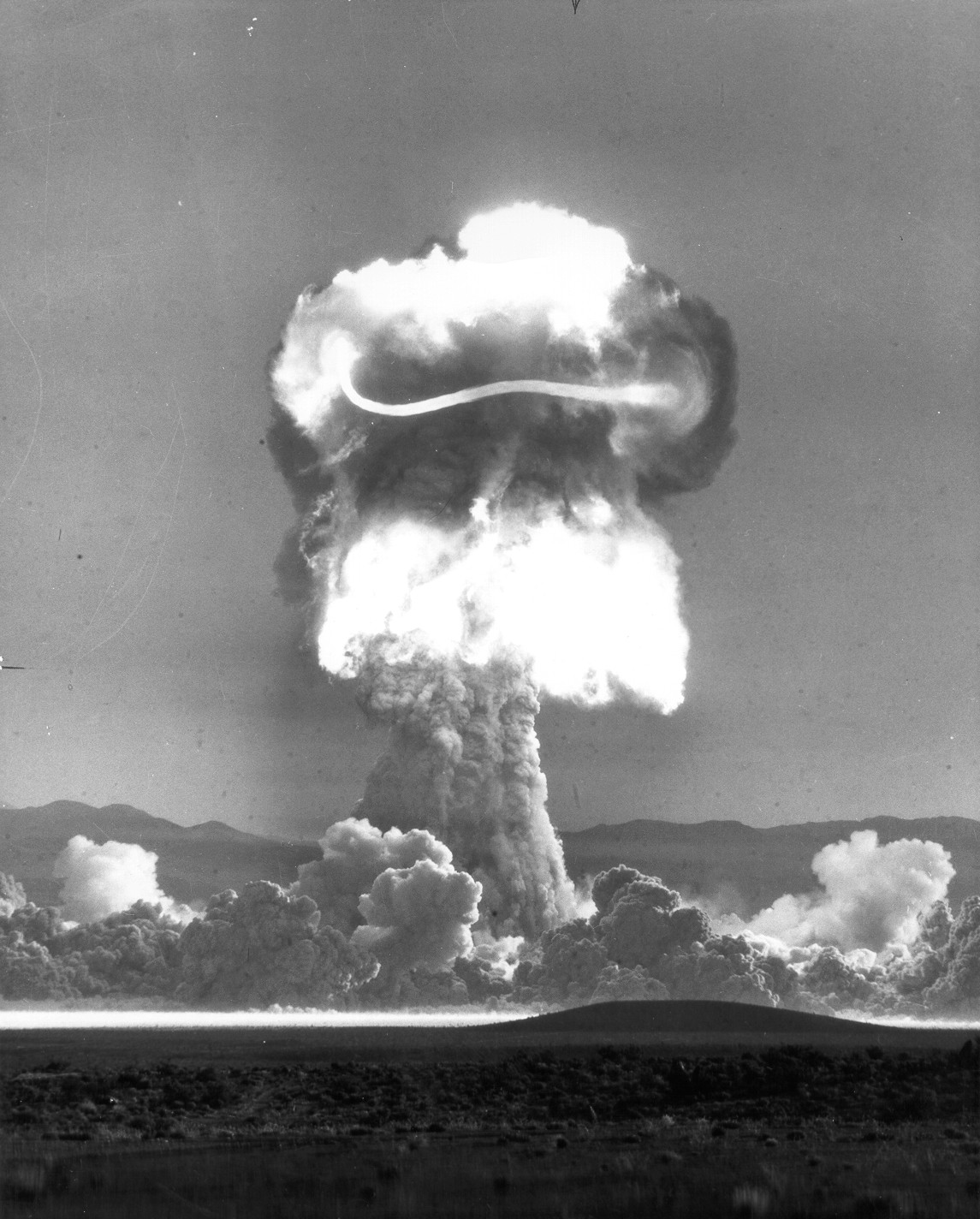

عملیات پلامباب (به انگلیسی: Operation Plumbbob) عنوان عملیات نظامی آزمایشی شامل ۲۹ آزمایش هسته‌ای است که طی بازهٔ زمانی ۲۸ مه الی ۷ اکتبر ۱۹۵۷ توسط ایالات متحدهٔ آمریکا انجام شد.
این عملیات پس از مشخص‌شدن اینکه مقادیر عظیمی مواد رادیواکتیو به جو زمین وارد کرده‌است مورد انتقادات وسیع قرار گرفت. مقدار آلایش هسته‌ای به اندازه‌ای بوده است که از نظر آماری تخمین زده می‌شود نهایتاً منجر به بروز حدود ۱۱٬۰۰۰ تا ۲۱۲٬۰۰۰ سرطان تیروئید شود که خود معادل مرگ‌ومیری حدود ۱٬۰۰۰ تا ۲۰٬۰۰۰ نفر است.